# Inmigración guatemalteca en Honduras
Migración de ciudadanos guatemaltecos por diferentes motivos hacia la República de Honduras.

## Antecedentes
El destino de la Corona Española en lo que actualmente es Centroamérica ya estaba escrito al señalar a la ciudad De Santiago de los Caballeros de Guatemala como sede de la Capitanía General, por ende las demás provincias debían la obediencia tanto patronal como comarcas al Capitán General, Este hecho trascendente continuo por un espacio de tiempo hasta que en el siglo XVIII se escucharon los primeros anti monárquicos, más en el próximo siglo XIX notables centroamericanos se vieron obligados a tomar las armas y luchar para oponerse a la continuidad tanto del Reino como de la Iglesia. La Capitanía General se volvió conservador como federalista, mientras los movimientos "liberales" en las sombras esperaban su momento para actuar. Guatemala era el centro de todas las provincias, en ella se encontraba en Tribunal Supremo, las cortes, la diócesis, etc. mientras las demás provincias se encontraban sumidas en su profunda abstinencia y olvido. Durante la administración de Francisco de Montejo en 1537, se prohibió las cuadrillas de guatemaltecos en las minas de oro en la provincia de Honduras, más tarde en 1543 eran alrededor de 1500 esclavos negros propiedad de guatemaltecos los que laboraban en las minas. Luego ocurrió lo que estaba previsto, la independencia de las provincias Centro Americanas y su declaración de emancipación, ahora los destinos estaban fuera de Guatemala. De Guatemala, del escritorio de Rafael Carrera provino la orden de destituir por la fuerza al licenciado Dionisio de Herrera primer jefe de Estado de Honduras, según acatamiento que hizo el coronel Justo Milla, seguido de muchas batallas y guerras en el presente siglo entre Honduras, Guatemala y El Salvador, dicho sea de paso, una triple frontera. Entre Guatemala y Honduras se empezó a resolver el 4 de diciembre de 1922 en la Conferencia sobre Asuntos Centroamericanos, celebrada en Washington D. C. capital de los Estados Unidos, estableciéndose los límites fronterizos hasta la actualidad.
Honduras abrió la puerta a aquellos guatemaltecos que deseaban residir en sus tierras, el gobierno conservador de José María Medina fue el primero en decretar una ley de inmigración con beneficios para los extranjeros, y así sucesivamente las leyes migratorias hondureñas fueron más complacientes con aquellos migrantes de otros países.
Desde la colonia se sabía de la ruta del añil cuya travesía se hacía desde el norte de El Salvador, Quezailica, Quimistán, Puerto Cortes o Puerto Barrios en Guatemala, Actualmente la ruta moderna la componen las ciudades y puertos de San Pedro Sula, Puerto Cortés y Puerto Barrios, con una extensa red de carreteras que unen a ambos países y así procuran tanto la hermandad, como el comercial y turístico. 
La otra ruta era la religiosa, la ciudad de Esquipulas en Guatemala tiene la Basílica de Esquipulas lugar donde se venera la imagen del Cristo Negro de Esquipulas, por lo que miles de peregrinos hondureños atraviesan la frontera el 15 de enero de todos los años, hacia este sitio a solicitar los favores de la imagen.
Ambos países (Guatemala y Honduras) comparten restos de la civilización y Cultura Maya y Chortis, además de sendos acuerdos de ayuda y cooperación recíproca en caso de emergencias o desastres, como de extranjera y de asuntos exteriores. Asimismo la persecución y el exterminio indígena, problemática que incumbe a toda Latinoamérica y el cual no puede acabar estando en mejores condiciones sociales, muchos grupos indígenas han tenido que emigrar de sus asentamientos a otros y hasta cruzar fronteras, buscando una libertad y mejores condiciones. No obstante los gobiernos defactos de Manuel Estrada Cabrera 1898 a 1920 y del general Jorge Ubico 1931 a 1944, comparadas con el de Tiburcio Carias Andino 1933 a 1949, no fueron agravante para declarar una enemistad entre los pueblos de Guatemala y Honduras.
A mediados del sigo XX las tensiones entre Honduras, Guatemala y los Estados Unidos estaban caldeados debido a la intervención del comunismo en las filas laborales de las transnacionales, Jacobo Arbenz Presidente de Guatemala y Juan Manuel Gálvez de Honduras, tuvieron muchos enfrentamientos diplomáticos, a tal grado que el representante embajador de los Estados Unidos, solicitara la nulidad de los embajadores de Guatemala en Honduras, José María Aguilar Muñiz y Raúl Pérez estacionados en los consulados de Tegucigalpa y Honduras.
En el sigo XXI se hace esta pregunta, ¿está Guatemala mejor que su vecino Honduras?, más de 40 mil guatemaltecos han llegado a Honduras para trabajar en la Agricultura

## Guatemaltecos en Honduras
Empresas que se han asentado en el territorio hondureño: 
- Grupo Gutiérrez, sector avícola e ingenios azucareros,
- Grupo Paiz, Grupo Mariposa, en el sector de bebidas gaseosas,
- Cadena de Hoteles Princess,
- Cadena de restaurantes Pollo Campero en el sector de la comida rápida.[8]

### Personajes guatemaltecos en Honduras

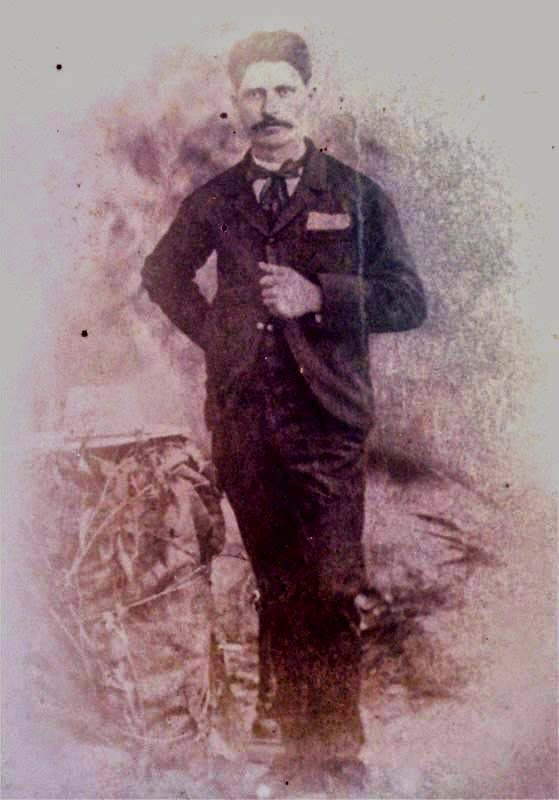
Enrique Constantino Fiallos (1861-1910)

El gran artista que trabaja intensamente en Honduras y en particular en Tegucigalpa es Blas de Meza (Blas de Mefa Meza), pintor de origen guatemalteco aunque toda su obra se encuentra en Honduras.
En 1954, la compañía Bananera estadounidense United Fruit Company, denunció al gobierno de Jacobo Arbenz, señalándolo como comunista, Arbenz y otros funcionarios se vieron obligados a dimitir bajo presión del gobierno de Estados Unidos, asimismo sucedió una expedición contrarrevolucionaria desde Honduras hacia Guatemala, dirigida por el exiliado coronel Carlos Castillo Armas, quien se encontraba en Honduras.
- Celestina Mijanjo Nacida en Guatemala en 1850 fue la esposa del presidente hondureño Marco Aurelio Soto, convirtiéndose así en la Primera dama de Honduras entre 1876 a 1883 y le acompañó en su destierro en Europa falleciendo en París en 1940.

- General Pablo Nuila casado con la hondureña Felipa Leiva Rodríguez y que fue comandante de varios regimientos en Honduras.

- José Manuel Fortuny líder comunista guatemalteco y residente en Honduras, lideró muchas campañas en pro de los trabajadores hondureños, que laboraban en las empresas estadounidenses.

- José Ponciano Planas, nacido en Guatemala y casado con Petronila Salvador, originaria de Valparaíso, Chile. Se establecen en Tegucigalpa en el siglo XIX, de su matrimonio nace el hondureño Francisco Planas Salvador en la entonces villa de San Miguel de Tegucigalpa el 26 de abril de 1819 y falleció el 26 de septiembre de 1892. Fue Ministro y Presidente de la Directiva del Hospital General.

- Enrique Constantino Fiallos Moreno (Guatemala, 1861 - 1910, Tegucigalpa) Ministro confidencial. Graduado de ingeniero civil en la universidad de Nueva York. Catedrático y Decano de la Facultad de Ciencias de la Universidad de Honduras. Agente Confidencial y Ministro Plenipotenciario en Centro América. Miembro de la Comisión de Límites con Nicaragua.

- Fernando Sempé (Guatemala, 1888 - 1954, Estados Unidos de América) Empresario, hijo de Gustavo Sempé y María Rottman. Realizó estudios en Francia. Casado con María del Carmen Connor, tuvo dos hijos: René y Margarita Sempé Connor. Accionista del Banco Atlántida, S.A. fundador de la empresa distribuidora de automóviles “Sempe”. Falleció en el hospital Johns Hopkins, de Baltimore, Estados Unidos.

- Adolfo V. Midence (Guatemala, 1896 - Miami, 1966) Empresario, banquero y emprendedor hombre de negocios.

- Rafael Arévalo Martínez escritor radicado en Tegucigalpa, trabajando en el Diario Nuevo Tiempo.